# Pantà dels Terradets
El Pantà dels Terradets és una de les preses que configuren el sistema d'obtenció d'energia elèctrica i de reserves d'aigua de la part alta de la Noguera Pallaresa. Pocs quilòmetres al seu nord, també al Pallars Jussà, hi ha el pantà de Sant Antoni, i també pocs al seu sud, el de Camarasa, ja a la comarca de la Noguera.
Està situat a la comarca del Pallars Jussà. El pantà s'estén entre els municipis de Llimiana i Gavet de la Conca (antic municipi de Sant Serni), a llevant, i Castell de Mur (antic municipi de Guàrdia de Tremp) a ponent, i aprofita l'engorjat dels Terradets, que separa el Montsec de Rúbies, a llevant del Montsec d'Ares, a ponent, per a la presa. Va fer desaparèixer sota les aigües el monestir de Sant Miquel de Cellers, o del Congost, un monestir fundat probablement el 1170 pels comtes de Pallars Jussà.
El perímetre s'estima a 17,37 quilòmetres, abraça una superfície de 330 ha, i té una capacitat de 23 hm³.
El pantà de Terradets és el segon embassament construït per l'empresa Barcelona Traction, Light and Power Company Limited, coneguda com La Canadenca, per a l'aprofitament hidroelèctric de les aigües de la Noguera Pallaresa. Va ser construït l'any 1935.
Rega les terres dels pobles de Llimiana, Cellers, Guàrdia de Noguera, Gavet, Fontsagrada, Puigcercós, Palau de Noguera i Vilamitjana. Té una longitud de 8 km i alimenta la central hidroelèctrica de Terradets.
La presa és del tipus anomenat de gravetat, el que vol dir que la seva massa suporta l'empenta de l'aigua, i feta amb formigó. La cota de coronació és de 364 m, l'amplada de coronació és de 6,9 m i la llargada de coronació és de 160 m. L'altura sobre el llit del riu és de 38 m, i sobre els seus fonaments, de 49 m. Té dos sobreeixidors tipus Stoney i un d'automàtic. Treballa amb un cabal de 135 m³/s, que dona una potència de 32.500 kW i una producció anual de 57 GWh per any.
La conca de recollida d'aigües, és a dir, la conca de la Noguera Pallaresa aigües amunt del punt obturat per la presa, ocupa una superfície total de 2.620 km², corresponents molt aproximadament als dos Pallars. La cota màxima de la presa és de 412 m i la mínima cota útil, és a dir, que permet la producció d'energia, és de 402 m.